# Bataille de Porto Praya
Guerre d'indépendance américaine
Batailles
La bataille de Porto Praya est une bataille navale qui a eu lieu le 18 avril 1781 pendant la guerre d'indépendance américaine, entre la flotte britannique commandée par le chef d'escadre George Johnstone et la flotte française commandée par le bailli de Suffren.
Les deux escadres étaient en route pour le cap de Bonne-Espérance, les Anglais pour prendre celui-ci aux Hollandais, et les Français dans le but de les aider à le défendre, ainsi que les possessions françaises dans l'océan Indien. Le convoi anglais et son escorte avaient mouillé à Porto Praya dans les îles du Cap-Vert pour se ravitailler en eau lorsque la flotte française arriva pour les attaquer au mouillage. En raison des circonstances inattendues, aucune des flottes n'était préparée au combat, et une bataille indécise fut livrée au cours de laquelle la flotte française subit plus de dommages que la flotte anglaise, bien qu'aucun navire ne fût perdu. Johnstone essaya de poursuivre les Français, mais fut contraint d'abandonner afin de réparer les dégâts subis.
Les Français obtinrent une victoire stratégique car Suffren arriva au Cap avant Johnstone et renforça la garnison hollandaise avant de continuer la route vers l'île de France.

## Contexte
La France était entrée dans la guerre d'indépendance des États-Unis en 1778, et la Grande-Bretagne avait déclaré la guerre aux Provinces-Unies à la fin 1780 quand les Hollandais eurent refusé de cesser de commercer avec les Français et les Américains. L'amiral Johnstone avait eu l'ordre de mener une expédition pour s'emparer de la colonie hollandaise du cap de Bonne-Espérance. Le 13 mars 1781, Johnstone quitta Spithead avec une flotte de 37 navires, comprenant cinq navires de ligne, trois frégates et un nombre important de navires transport de troupes. Début avril la flotte jeta l'ancre dans le port neutre de Porto Praya dans les îles du Cap-Vert, sous domination portugaise pour se ravitailler en eau et en vivres.
Le chef français, le bailli de Suffren, fut envoyé avec la mission pour porter assistance militaire aux colonies françaises et hollandaises de l'Inde, à la tête d'une flotte de cinq bâtiments de ligne, sept transports de troupes et une corvette pour les escorter. Le 22 mars il naviguait en compagnie d'une flotte destinée pour l'Amérique du Nord, sous commandement de l'amiral de Grasse, avec une idée sur la mission de Johnstone mais surtout l'objectif d'atteindre d'abord Le Cap.
Un des vaisseaux de Suffren, l’Artésien, initialement destiné pour l'Amérique, avait besoin de se ravitailler en eau. Aussi le 16 avril, la flotte française marqua un temps d'arrêt à l'approche de l'île de Santiago, puis Suffren donna l'ordre à l’Artésien d'entrer dans le port qui était un lieu traditionnel d'escale pour les navires faisant route vers les Indes orientales.

## Bataille

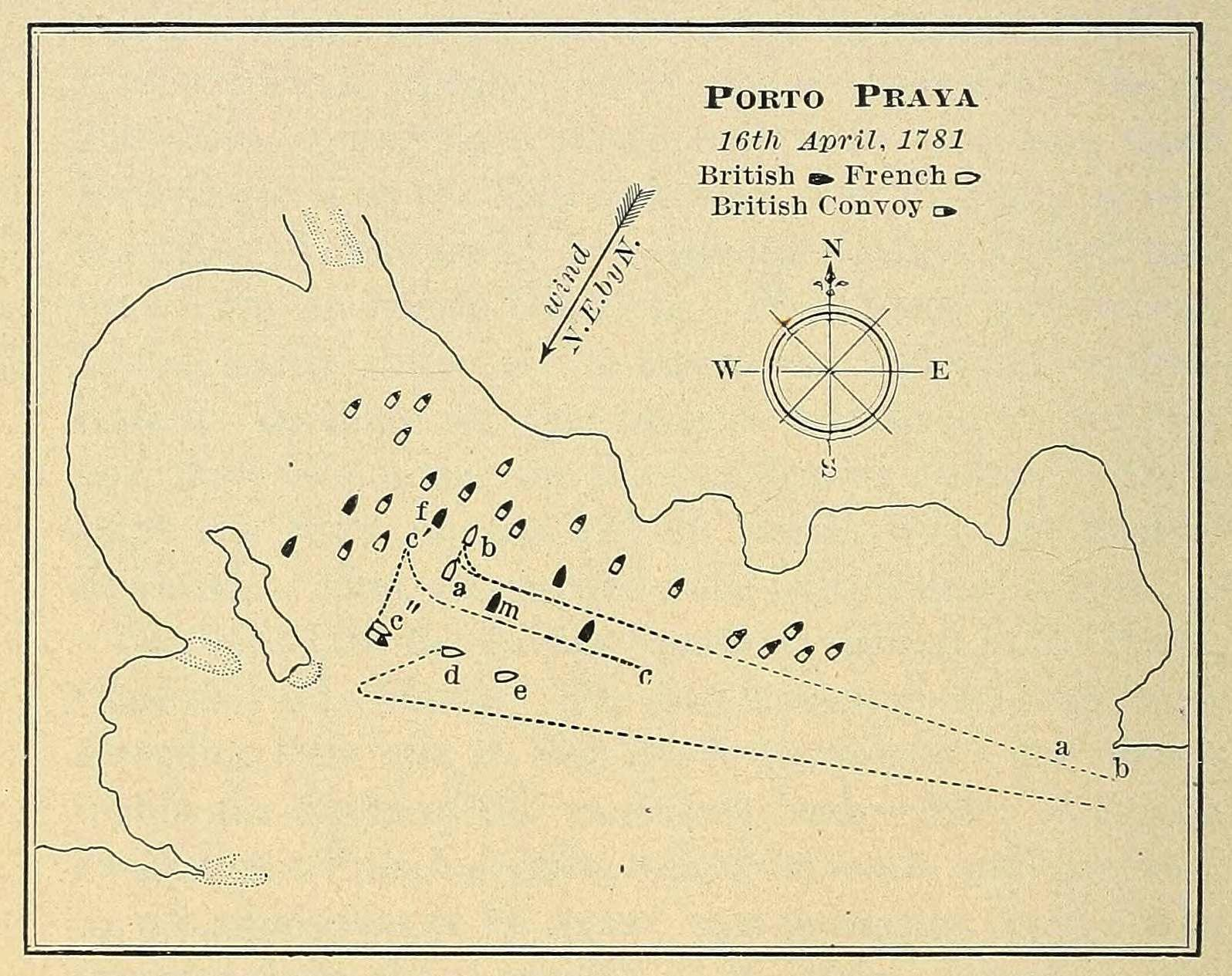
Plan de la bataille avec mouvement des vaisseaux français et d'une partie des Anglais (carte d'Alfred Mahan).

Lorsque l’Artésien arriva à l'entrée du port, il découvrit la flotte anglaise au mouillage, et signala à Suffren que l'ennemi était en vue. Suffren, supposant que les équipages étaient à terre et devaient être quelque peu en déroute, donna immédiatement l'ordre d'attaquer en montrant le chemin sur son vaisseau amiral, le Héros. Johnstone était en train de donner des ordres de manœuvre aux navires pour écarter les navires qui avaient dérivé et devenus trop proches les uns des autres. Quand l'escadre française fut repérée, il dut se ruer pour préparer la flotte au combat et dut changer plusieurs fois de navire pendant le combat.
L'ordre de Suffren était de mouiller à l'avant la flotte anglaise et d'ouvrir le feu. Ce qu'il fit avec le Héros, en prenant le Hero et le Monmouth les deux plus grands navires anglais. L’Annibal suivit le Héros, mais rata son engagement car son commandant, pensant que Suffren n'oserait pas attaquer dans les eaux neutres portugaises n'avait pas fait son branle-bas de combat. Par la suite, c'est lui qui reçut le plus de bordées et essuya les plus lourdes pertes. L’Artésien, dont le commandant fut tué au début de l'engagement, s'empara dans la confusion d'un transport de troupes, puis fut poussé au large par le vent. Le Vengeur et le Sphinx, médiocrement commandés, longèrent la flotte anglaise au mouillage, échangeant quelques bordées mais ne mouillèrent pas, et se virent entraîner par les courants et portés au large. Ils ne contribuèrent que peu à l'action.
Suffren, avec l'avantage de la surprise, maintint l'action avec les deux vaisseaux à l'ancre pendant une heure et demie. Pour ne pas succomber sous le feu, les vaisseaux coupèrent leurs câbles, portèrent au large. L’Annibal perdit tous ses mâts et fut remorqué par le Sphinx. Le Héros criblé de boulets, abandonna la baie, étant dans l'impossibilité de détruire l'ennemi. Les Français durent quitter les lieux sans pouvoir saisir ou couler la flotte de transport, alors qu'une partie de celle-ci, dans la panique, avait déradé et que certains navires avaient commencé à baisser leur pavillon.

## Les suites du succès français

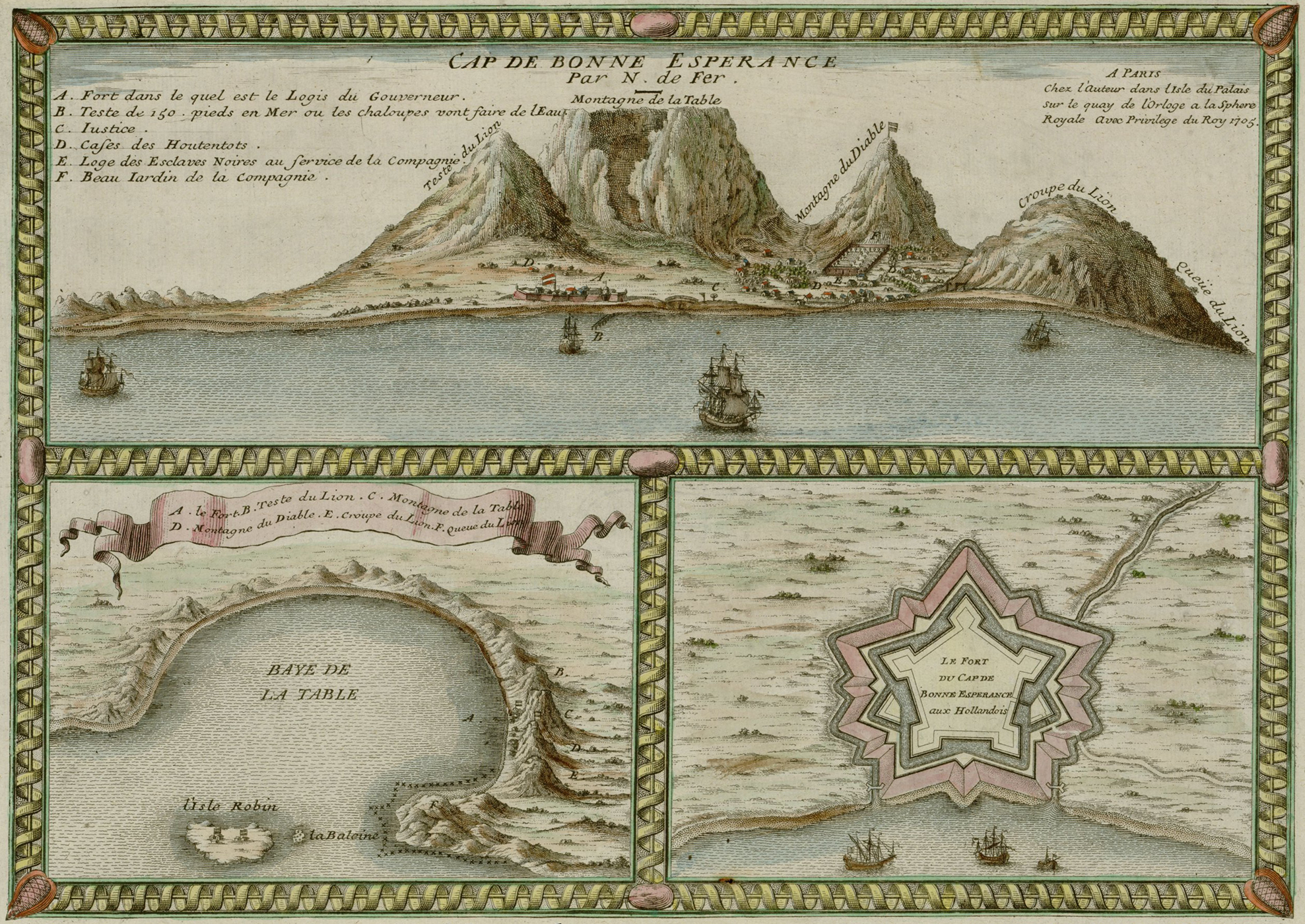
Le Cap en Afrique du Sud. Le raid de Suffren sur Porto Praya permet aux Français d'arriver les premiers au Cap et de sauver le port d'un débarquement anglais.

Suffren rassembla sa flotte loin du port pour réparer les plus grosses avaries. Johnstone sortit du port avec son escadre trois heures plus tard, pour se lancer à la poursuite. Suffren forma la ligne de combat, et Johnstone qui avait le vent s'approcha à une portée et demie de canon, mais voyant les Français l'attendre de travers, ne crut pas à-propos de recommencer le combat, l’Isis ayant souffert trop d'avaries, et revint au port pour réparations.
L'escadre de Suffren atteignit le cap de Bonne-Espérance le 21 juin, avec les transports de troupes arrivant neuf jours plus tard. Les Anglais arrivèrent quinze jours plus tard, mais renoncèrent à débarquer. C'était un important succès français, car le sauvetage du Cap permettait de maintenir ouverte la route de l'océan Indien. Après un mois de réparations et de réarmement, il laissa 500 hommes pour la défense de la colonie hollandaise, et poursuivit sa route pour l'île de France pour y faire sa jonction avec le comte d'Orves et poursuivre la guerre en Inde. Ce succès vaut aussi à Suffren d'être fait chef d'escadre à la mort du comte d'Orves, titre qui lui avait été refusé l'année précédente car il était encore trop bas dans le tableau d'avancement. 

## Forces en présence
| - Annibal (74) - Héros (74) - Artésien (64) - Vengeur (en) (64) - Sphinx (64) - Une corvette La Fortune | - Hero (74) - Monmouth (64) - Isis (50) - Jupiter (50) - Romney (50) - Trois frégates (32 chaque) |

### Sources et bibliographie
- Georges Lacour-Gayet, La Marine militaire de France sous le règne de Louis XVI, Paris, Honoré Champion, 1905, 719 p. (BNF 30709972, lire en ligne)
- Rémi Monaque, Suffren : un destin inachevé (Biographie), Paris, éditions Tallandier, 8 octobre 2009, 494 p. (ISBN 978-2-847-34333-5)
- Michel Vergé-Franceschi (dir.), Dictionnaire d'Histoire maritime, éditions Robert Laffont, coll. « Bouquins », 2002
- Guy Le Moing, Les 600 plus grandes batailles navales de l'Histoire, Rennes, Marines Éditions, mai 2011, 620 p. (ISBN 9782357430778)
- (en) George Bruce Malleson, Final French Struggles in India and on the Indian Seas, W.H. Allen, 1884, 286 pages, [lire en ligne]
- « Bataille de Porto Praya », dans Louis-Gabriel Michaud, Biographie universelle ancienne et moderne : histoire par ordre alphabétique de la vie publique et privée de tous les hommes avec la collaboration de plus de 300 savants et littérateurs français ou étrangers, 2e édition, 1843-1865 [détail de l’édition]